# Renée Voltaire
Maria Renée Voltaire, född 11 september 1965, är en svensk företagare inom livsmedelsbranschen.
Voltaire började som ung att arbeta i sina morföräldrars konditori och fortsatte därefter att arbeta i restaurangbranschen. År 1992 tog hon och hennes syster Lotta över Konditori Oscars på Narvavägen i Stockholm. Systrarna expanderade och drev som mest fem kaféer tillsammans. Efter ett par år började Renée Voltaire intressera sig för raw food och så kallad "clean eating". Hon bytte inriktning på karriären och startade 2005 livsmedelsföretaget Renée Voltaire. Företaget är inriktat på hälsosamma och vegetariska produkter. Hon driver även de två restaurangerna/butikerna Pepstop. År 2017 fanns företagets produkter i 1 000 butiker, inklusive de två egna, och omsatte 86 miljoner kronor. Utöver livsmedel har hon även lanserat hudvårdsprodukter under eget namn.
Voltaire har även skrivit flera kokböcker, bland annat Systrarna Voltaire som skrevs tillsammans med systern Lotta.